# Usora (Fluss)
Die Usora (serbisch-kyrillisch Усора) ist ein Fluss im zentralen-nördlichen Bosnien und Herzegowina. Die Usora entsteht durch den Zusammenfluss der Velika Usora und der Mala Usora in der Stadt Teslić. Die Usora mündet südlich von Doboj als linker Nebenfluss in die Bosna. Sie hat eine Länge von 76,3 km und ein Einzugsgebiet von 849,3 km². 